# Vivifacile
Vivifacile è una piattaforma di comunicazione multicanale della pubblica amministrazione italiana, che utilizza specialmente la tecnologia degli SMS come scambio di informazione tra il cittadino ed i servizi online della pubblica amministrazione. Fine ultimo di Vivifacile è diventare la porta di accesso unica della pubblica amministrazione per tutti i servizi online, potendo accedere a questi con un unico login. Perciò la tecnologia creata per il sistema Vivifacile è stata resa disponibile per tutte le amministrazioni che vogliono far convergere i loro servizi online.
Sono stati creati con il sistema Vivifacile i seguenti servizi:
- Il portale dell'automobilista
- ScuolaMia
- Le informazioni sul Trasporto Pubblico Locale a Roma e Venezia
- Viaggiare sicuri

La piattaforma è rimasta attiva fino al 31 Luglio 2012.